# Mercedes-Benz Actros
Mercedes-Benz Actros je těžký nákladní automobil, který od roku 1996 vyrábí německá automobilka Mercedes-Benz. Je běžně používaný k přepravě, těžkou distribuční dopravu a dopravu stavebních materiálů na dlouhé vzdálenosti. Je dostupný v nosnostech od 18 tun a je poháněn naftovými motory R6, V6 a V8 s turbodmychadly a mezichladičem.
Byl představen na Mezinárodní automobilové výstavě užitkových vozidlel v roce 1996 jako nástupce těžké třídy (SK), a proto byl původně označován jako nová těžká třída (Schwere Klasse Neu) nebo zkráceně SKN. V letech 2003 a 2008 proběhl rozsáhlý facelift modelu, který je také známý jako MP 2 a MP 3 (modelový projekt 2 a 3). Pro modelový rok 2011 byla druhá generace modelu původně představena pod názvem New Actros. Mercedes-Benz také nabízí Actros jako obrněnou vojenskou verzi, kterou používají např. v Kanadě.

## První generace

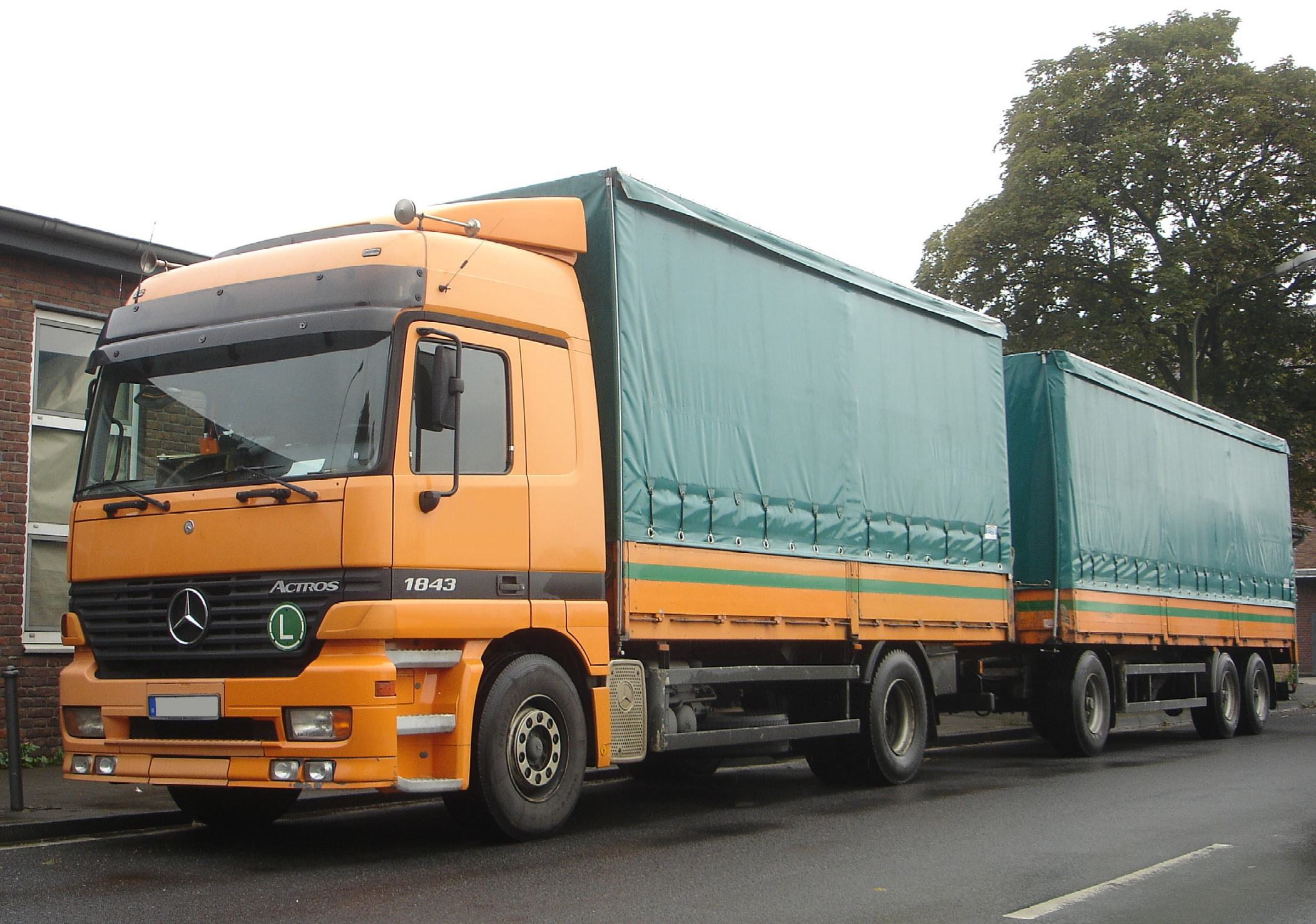
Mercedes-Benz Actros 1843 první generace

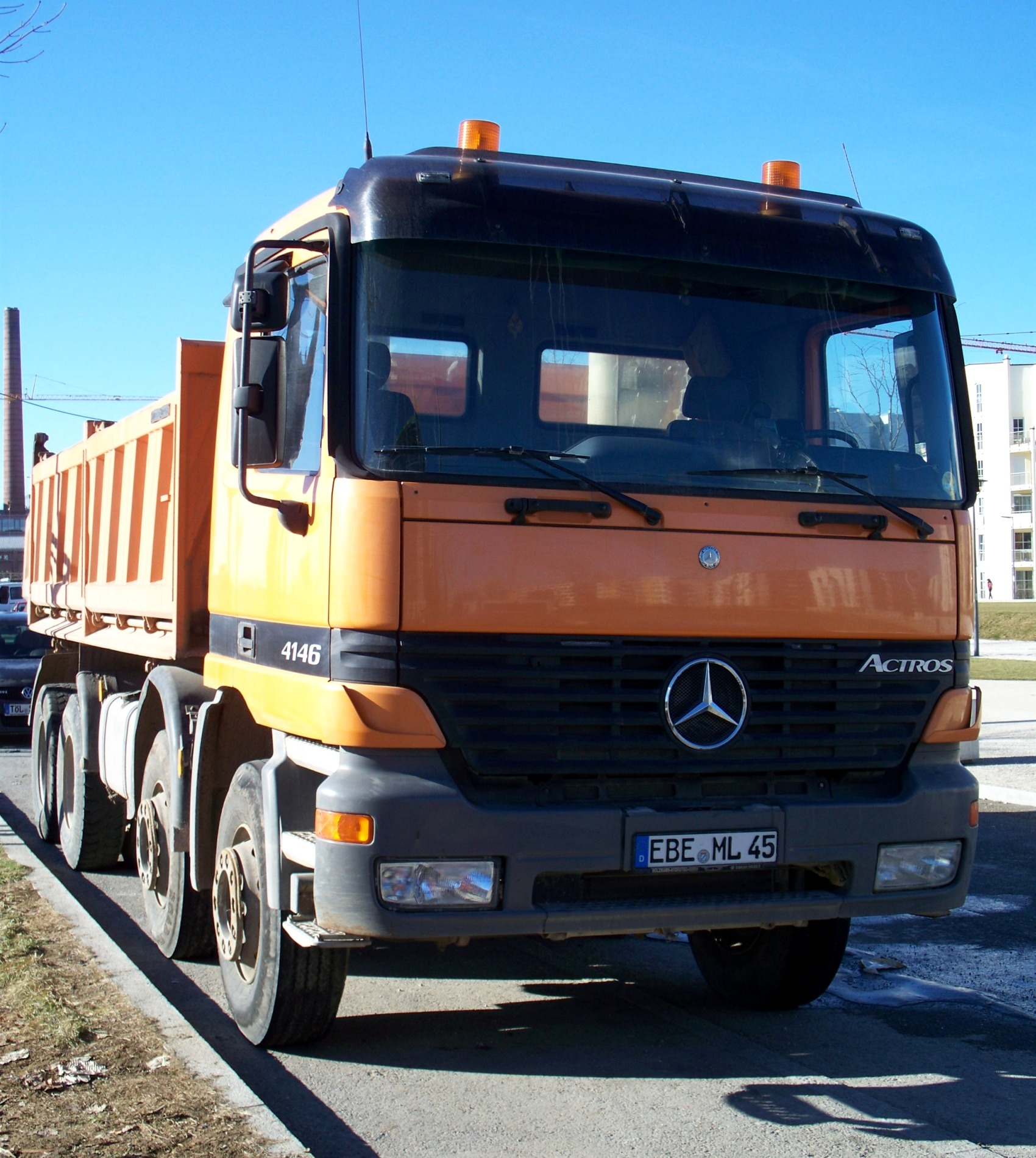
Mercedes-Benz Actros 4146 sklápěč

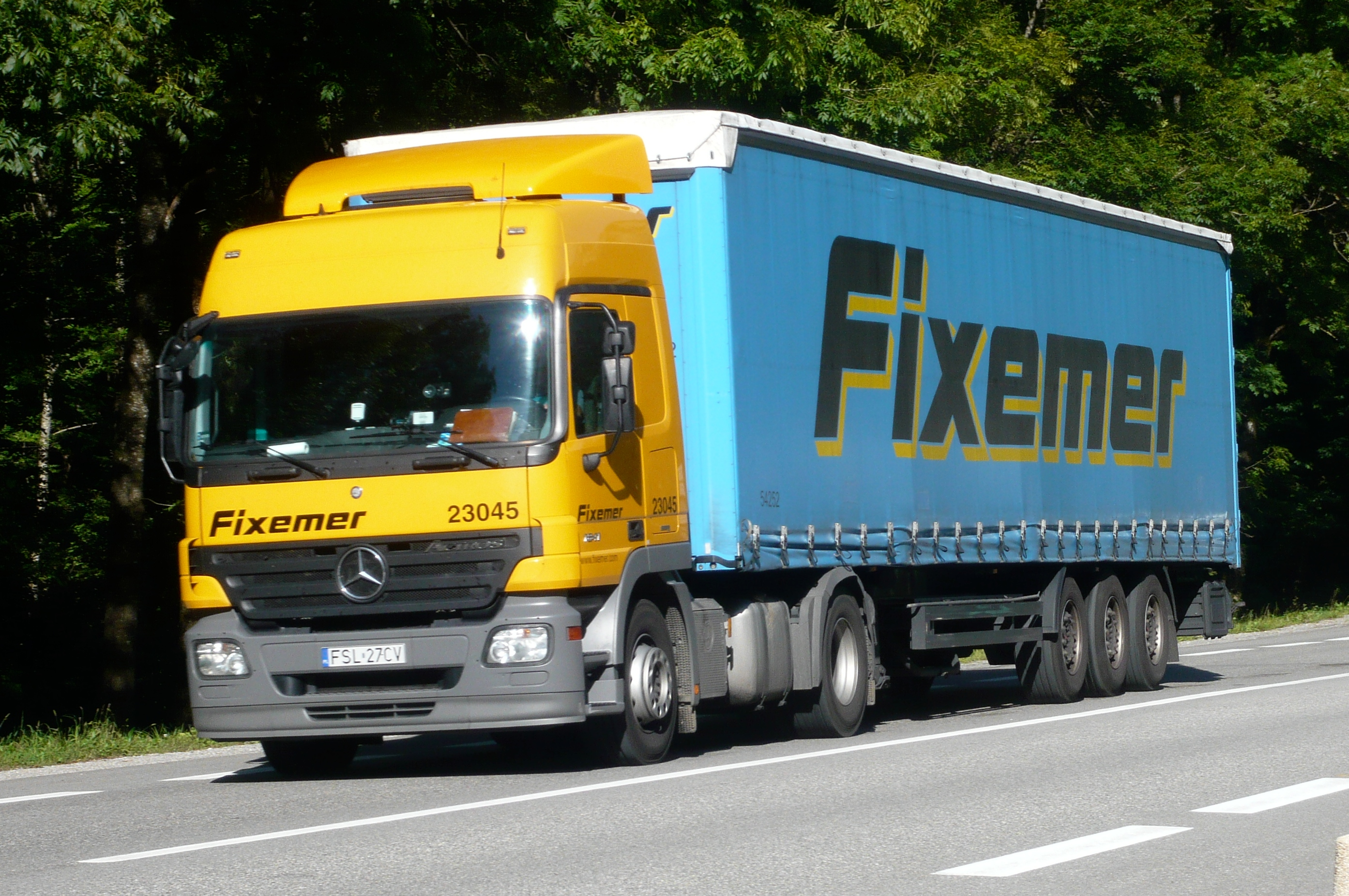
Actros MP2

### Motory

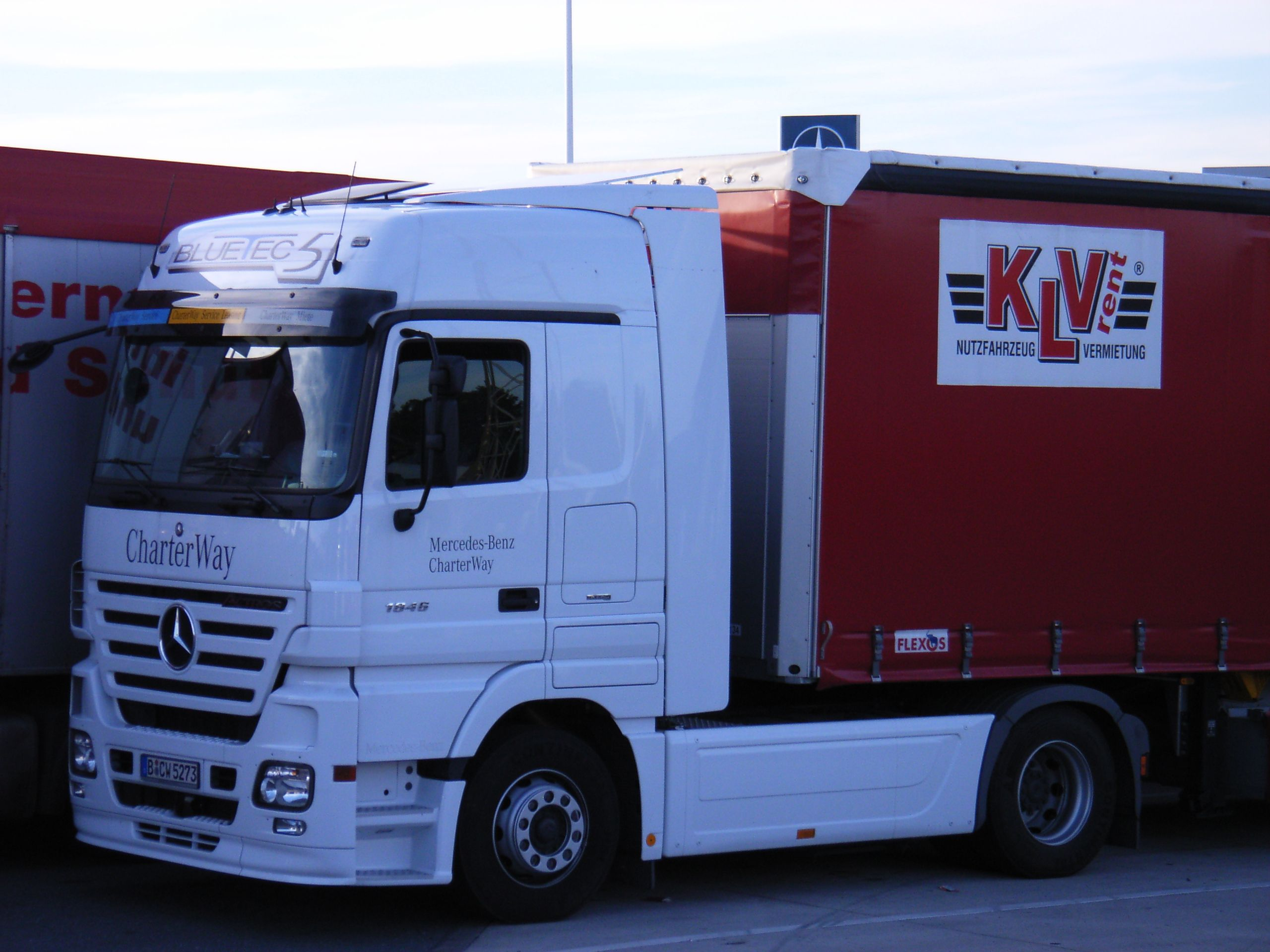
Mercedes Actros MP2 1846 Megaspace

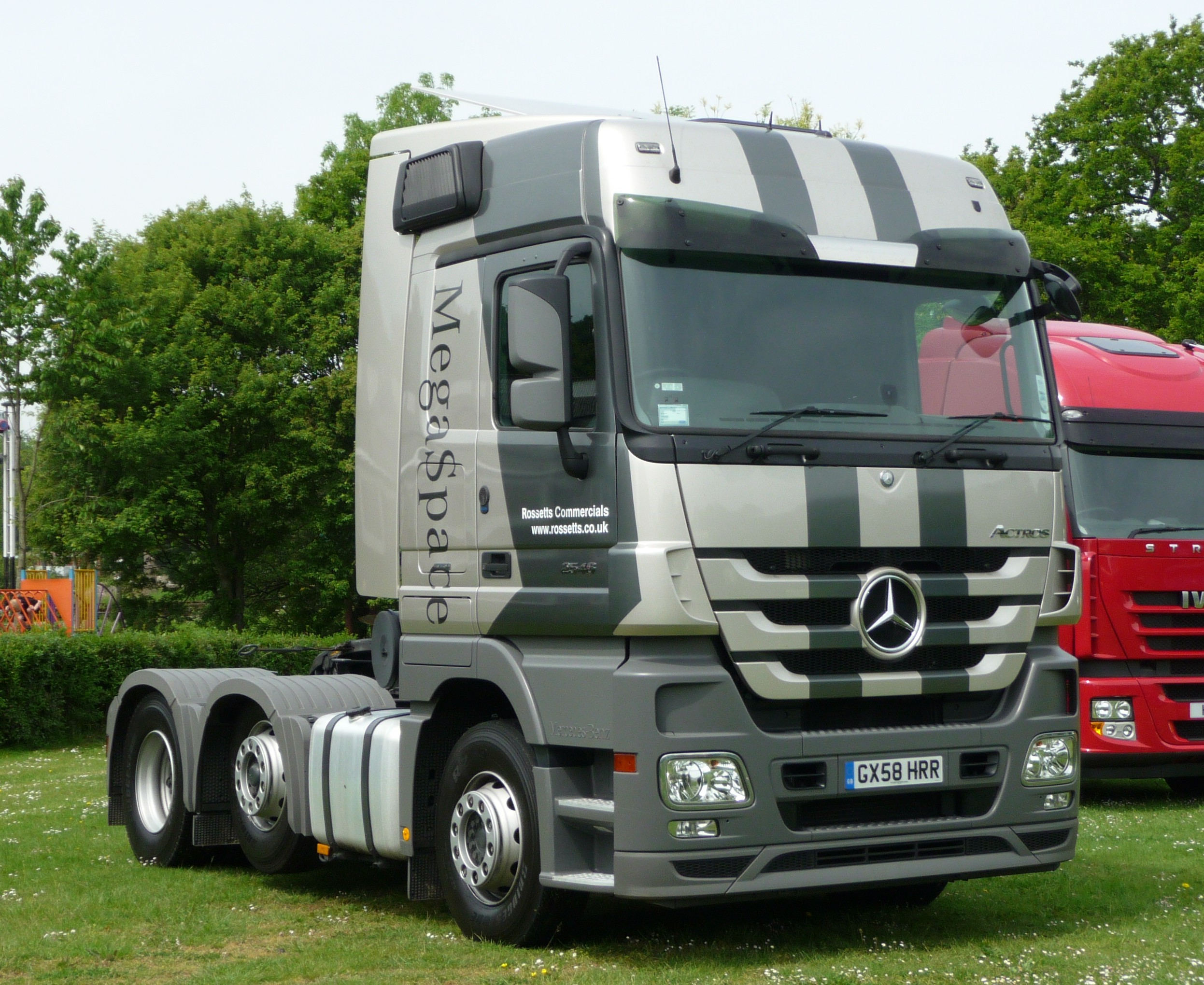
Mercedes-Benz Actros 2546 Megaspace 6x2

Všechny motory Actros splňovaly emisní normu Euro 2 a později Euro 3. Také byla poprvé použita série motorů OM 500; vidlicové šestiválce OM 501 a vidlicové osmiválce OM 502.
| Model | Válce | Série                | Zdvihový objem | Výkon                             | Kroutící moment         | Emisní norma  |
| ----- | ----- | -------------------- | -------------- | --------------------------------- | ----------------------- | ------------- |
| 1831  | V6    | Mercedes-Benz OM 501 | 11,95 l        | 230 kW (313 koní) při 1800 ot/min | 1530 Nm při 1080 ot/min | EURO 2 EURO 3 |
| 1835  | V6    | Mercedes-Benz OM 501 | 11,95 l        | 260 kW (354 koní) při 1800 ot/min | 1730 Nm při 1080 ot/min | EURO 2 EURO 3 |
| 1840  | V6    | Mercedes-Benz OM 501 | 11,95 l        | 290 kW (394 koní) při 1800 ot/min | 1850 Nm při 1080 ot/min | EURO 2 EURO 3 |
| 1843  | V6    | Mercedes-Benz OM 501 | 11,95 l        | 315 kW (428 koní) při 1800 ot/min | 2000 Nm při 1080 ot/min | EURO 2 EURO 3 |
| 1846  | V6    | Mercedes-Benz OM 501 | 11,95 l        | 335 kW (456 koní) při 1800 ot/min | 2200 Nm při 1080 ot/min | EURO 2 EURO 3 |
| 1848  | V8    | Mercedes-Benz OM 502 | 15,9 l         | 350 kW (476 koní) při 1800 ot/min | 2300 Nm při 1080 ot/min | EURO 2 EURO 3 |
| 1853  | V8    | Mercedes-Benz OM 502 | 15,9 l         | 390 kW (530 koní) při 1800 ot/min | 2400 Nm při 1080 ot/min | EURO 2 EURO 3 |
| 1857  | V8    | Mercedes-Benz OM 502 | 15,9 l         | 420 kW (571 koní) při 1800 ot/min | 2700 Nm při 1080 ot/min | EURO 2 EURO 3 |

### Facelift 2003-2008 (Actros MP2)

#### Motory
| Model | Válce | Série                | Zdvihový objem | Výkon                             | Kroutící moment         | Emisní norma         |
| ----- | ----- | -------------------- | -------------- | --------------------------------- | ----------------------- | -------------------- |
| 1832  | V6    | Mercedes-Benz OM 501 | 11,95 l        | 235 kW (320 koní) při 1800 ot/min | 1650 Nm při 1080 ot/min | EURO 3 EURO 4 EURO 5 |
| 1836  | V6    | Mercedes-Benz OM 501 | 11,95 l        | 265 kW (360 koní) při 1800 ot/min | 1850 Nm při 1080 ot/min | EURO 3 EURO 4 EURO 5 |
| 1841  | V6    | Mercedes-Benz OM 501 | 11,95 l        | 300 kW (408 koní) při 1800 ot/min | 2000 Nm při 1080 ot/min | EURO 3 EURO 4 EURO 5 |
| 1844  | V6    | Mercedes-Benz OM 501 | 11,95 l        | 320 kW (435 koní) při 1800 ot/min | 2100 Nm při 1080 ot/min | EURO 3 EURO 4 EURO 5 |
| 1846  | V6    | Mercedes-Benz OM 501 | 11,95 l        | 335 kW (456 koní) při 1800 ot/min | 2200 Nm při 1080 ot/min | EURO 3 EURO 4 EURO 5 |
| 1850  | V8    | Mercedes-Benz OM 502 | 15,9 l         | 370 kW (503 koní) při 1800 ot/min | 2400 Nm při 1080 ot/min | EURO 3 EURO 4 EURO 5 |
| 1854  | V8    | Mercedes-Benz OM 502 | 15,9 l         | 395 kW (537 koní) při 1800 ot/min | 2500 Nm při 1080 ot/min | EURO 3 EURO 4 EURO 5 |
| 1858  | V8    | Mercedes-Benz OM 502 | 15,9 l         | 425 kW (578 koní) při 1800 ot/min | 2700 Nm při 1080 ot/min | EURO 3 EURO 4 EURO 5 |
| 1861  | V8    | Mercedes-Benz OM 502 | 15,9 l         | 450 kW (612 koní) při 1800 ot/min | 2800 Nm při 1080 ot/min | EURO 3 EURO 4 EURO 5 |

### Facelift 2008 (Actros MP3)

#### Motory
| Model | Válce | Série                | Zdvihový objem | Výkon                             | Kroutící moment         | Emisní norma      |
| ----- | ----- | -------------------- | -------------- | --------------------------------- | ----------------------- | ----------------- |
| 1832  | V6    | Mercedes-Benz OM 541 | 11,95 l        | 235 kW (320 koní) při 1800 ot/min | 1650 Nm při 1080 ot/min | EURO 4 EURO 5 EEV |
| 1836  | V6    | Mercedes-Benz OM 541 | 11,95 l        | 265 kW (360 koní) při 1800 ot/min | 1850 Nm při 1080 ot/min | EURO 4 EURO 5 EEV |
| 1841  | V6    | Mercedes-Benz OM 541 | 11,95 l        | 300 kW (408 koní) při 1800 ot/min | 2000 Nm při 1080 ot/min | EURO 4 EURO 5 EEV |
| 1844  | V6    | Mercedes-Benz OM 541 | 11,95 l        | 320 kW (435 koní) při 1800 ot/min | 2100 Nm při 1080 ot/min | EURO 4 EURO 5 EEV |
| 1846  | V6    | Mercedes-Benz OM 541 | 11,95 l        | 335 kW (456 koní) při 1800 ot/min | 2200 Nm při 1080 ot/min | EURO 4 EURO 5 EEV |
| 1848  | V6    | Mercedes-Benz OM 541 | 11,95 l        | 350 kW (476 koní) při 1800 ot/min | 2300 Nm při 1080 ot/min | EURO 4 EURO 5 EEV |
| 1851  | V8    | Mercedes-Benz OM 542 | 15,9 l         | 375 kW (510 koní) při 1800 ot/min | 2400 Nm při 1080 ot/min | EURO 4 EURO 5 EEV |
| 1855  | V8    | Mercedes-Benz OM 542 | 15,9 l         | 405 kW (537 koní) při 1800 ot/min | 2600 Nm při 1080 ot/min | EURO 4 EURO 5 EEV |
| 1860  | V8    | Mercedes-Benz OM 542 | 15,9 l         | 440 kW (578 koní) při 1800 ot/min | 2800 Nm při 1080 ot/min | EURO 4 EURO 5 EEV |
| 1865  | V8    | Mercedes-Benz OM 542 | 15,9 l         | 480 kW (653 koní) při 1800 ot/min | 3000 Nm při 1080 ot/min | EURO 4 EURO 5 EEV |

## Čtvrtá generace - MP4

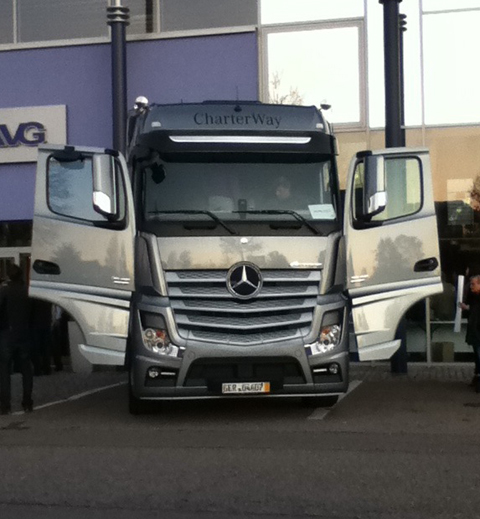
Mercedes-Benz Actros MP4 1845 Bigspace čtvrté generace

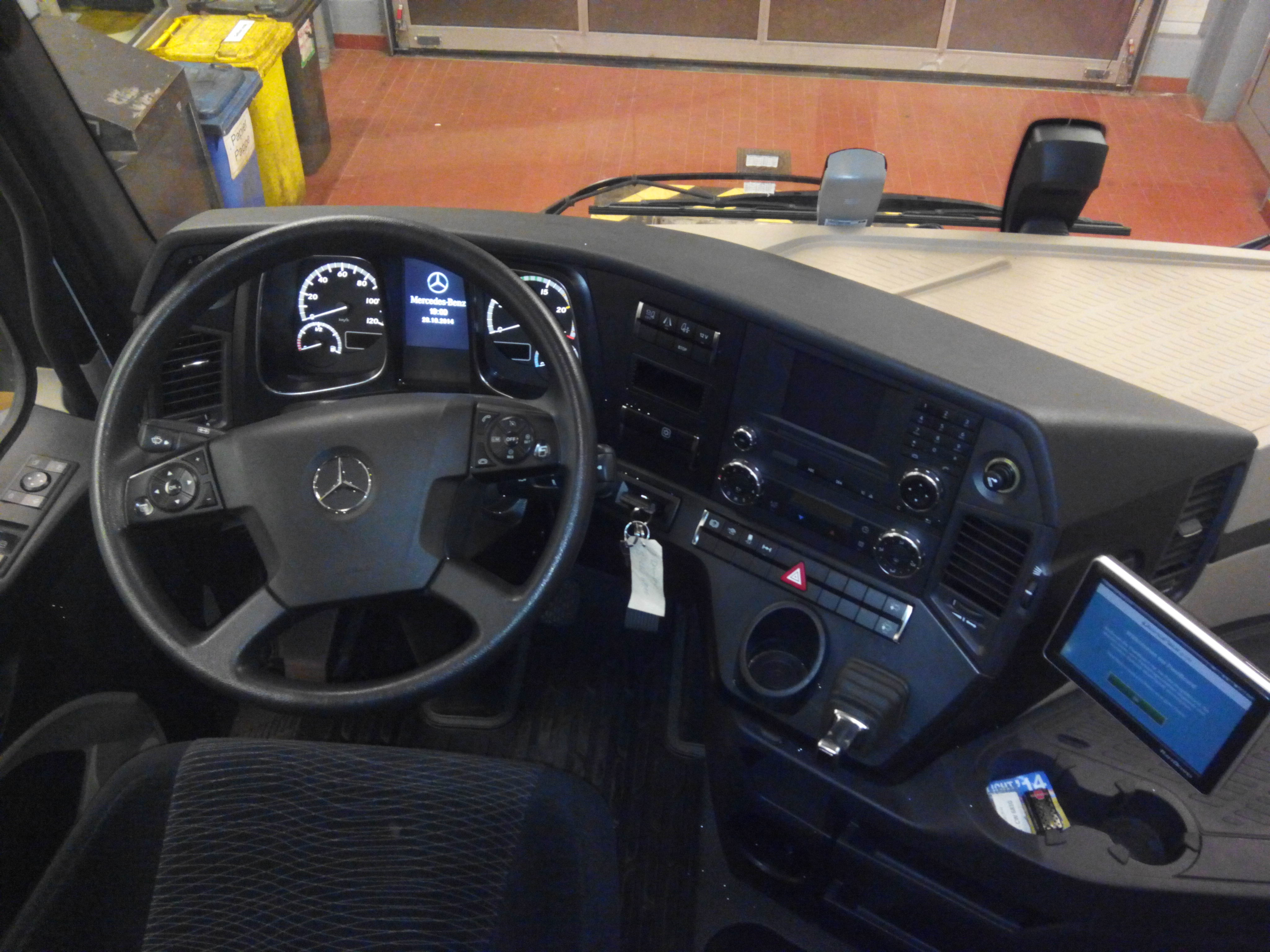
Pracoviště řidiče

### Motory
U nové generace už nejsou pouzité motory do V, ale je použit řadový motor.
| Model | Válce | Série                | Zdvihový objem | Výkon                             | Kroutící moment         | Emisní norma      |
| ----- | ----- | -------------------- | -------------- | --------------------------------- | ----------------------- | ----------------- |
| 1842  | R6    | Mercedes-Benz OM 471 | 12,8 l         | 310 kW (421 koní) při 1800 ot/min | 2100 Nm při 1100 ot/min | EURO 5 EEV EURO 6 |
| 1845  | R6    | Mercedes-Benz OM 471 | 12,8 l         | 330 kW (449 koní) při 1800 ot/min | 2200 Nm při 1100 ot/min | EURO 5 EEV EURO 6 |
| 1848  | R6    | Mercedes-Benz OM 471 | 12,8 l         | 350 kW (476 koní) při 1800 ot/min | 2300 Nm při 1100 ot/min | EURO 6            |
| 1851  | R6    | Mercedes-Benz OM 471 | 12,8 l         | 375 kW (510 koní) při 1800 ot/min | 2500 Nm při 1100 ot/min | EURO 5 EEV EURO 6 |